# P-型小行星
P-型小行星有著低反照率和極少紅化特徵的電磁頻譜，其組成份中有著豐富的矽酸鹽、碳和無水的矽酸鹽，在它們的內部可能有水結成的冰。P-型小行星都在主帶的外層和之外。

## 分類
早期的小行星分類系統是大衛·托連在1975年的博士論文中提出來的，他依據的是對110顆小行星群的觀測，U-型小行星是在光譜上有不尋常的特徵，因不符合C-型小行星和S-型小行星，而無法分類的類型。在1976年，有一些反照率中等的U-型小行星被分類為M-型。
大約在1981年，一顆M-型分支中的小行星雖然在光譜上的特徵與M-型無法有所區分，但其低反照率卻不在M-型的標準之內。它們起初被標示為X-型小行星，然後是DM型（暗的M-型）或PM（假的M-型），之後才正式分類為P-型小行星（乃取其為虛假的M-型）。

## 性質
P-型小行星是太陽系內最黑暗的一些天體，反照率在0.2-0.7。它們的顏色比S-型更紅，但是沒有在光譜上呈現出來。它們的紅可能與含有有機的油母質有關。P-型小行星的反射光譜反應出他門的組成份為31%的CI和49%的CM群碳質球粒隕石（碳粒隕石），加上20%塔吉什湖隕石，然後經歷過熱變質和太空風化。
小行星主代的外圍部分在距離太陽2.6天文單位處主要是低粉照率的C、D、和P-型小行星，它們可能是已經被液態水改變了化學成分的原始小行星。P-型小行星分布的尖峰在軌道距離4AU之處。P-型小行星包括46 司祭星、 65 原神星、76 舒女星、87 林神星”、153 Hilda和4476 Hedwig。